# سون منگیا
سون منگیا (انگلیسی: Sun Mengya؛ زادهٔ ۳ مهٔ ۲۰۰۱) قایقران کانو زن اهل چین است.
وی در مسابقات کشوری و بین‌المللی در مجموع برندهٔ ۴ مدال طلا شده‌است.